# Wohnhaus Kirchstraße 6
Das Wohnhaus Kirchstraße 6 in Wildeshausen, Ecke Grüne Straße, stammt von um 1910/1915. Das Gebäude wird heute (2023) als Wohnhaus und Kanzlei  genutzt.
Das Gebäude steht unter Denkmalschutz.

## Geschichte
Das zweigeschossige verputzte Doppel- und Eckhaus mit zwei Giebeln, den hohen Satteldächern verbunden mit einem Quersatteldach, hat zwei Eingänge aber nur ein Treppenhaus sowie zwei mittige polygonale Erker mit Schweifhauben. Teile der bauzeitlichen Innenausstattung blieben erhalten.
Die Landesdenkmalpflege befand: „... geschichtliche Bedeutung ... als beispielhaftes kleinstädtisches Wohnhaus der Zeit um 1910 ...“.